# Томи Лий Джоунс
Томи Лий Джоунс (на английски: Tommy Lee Jones) е американски актьор, режисьор и продуцент, носител на награди „Оскар“, „Златен глобус“ и „Еми“, номиниран е за четири награди БАФТА и пет награди „Сателит“. Известни филми с негово участие са „Любовна история“, „Беглецът“, „Батман завинаги“, „Вулкан“, трите части на поредицата „Мъже в черно“, „Няма място за старите кучета“, „Линкълн“ и други.

## Биография
Роден е на 15 септември 1946 в малкия тексаски град Сан Саба. Завършва гимназията „Сейнт Марк“ в Тексас и после следва в Харвард със стипендия, където съквартирант му е бъдещия вицепрезидент Ал Гор. Завършва с много добър успех през 1969 и получава бакалавърска степен по английска литература.
Отива в Ню Йорк, където става актьор. Започва да играе на Бродуей и дебютира в киното през 1970 с филма „Любовна история“. Играе ролята на д-р Марк Толанд в сапунения сериал Живее се само веднъж (One Life to Live). През 1983 получава наградата „Еми“ за най-добър актьор за изпълнението му в The Executioner's Song.
През 90-те печели десетки милиони долари от филми като Беглецът с Харисън Форд и Мъже в черно с Уил Смит. За ролята си в Беглецът печели Оскар за най-добра поддържаща мъжка роля.

## Избрана филмография
| година | филм                                  | оригинално заглавие                     | роля                                    | режисьор        |
| ------ | ------------------------------------- | --------------------------------------- | --------------------------------------- | --------------- |
| 1970   | Любовна история                       | Love story                              | Хенк Симпсън                            | Артър Хилър     |
| 1984   | Котка върху горещ ламаринен покрив    | What's Up, Doc?                         | Брик Полит                              |                 |
| 1992   | Под обсада                            | Under Siege                             | Хенк Симпсън                            | Андрю Дейвис    |
| 1993   | Беглецът                              | The Fugitive                            | Самюъл Джерард                          | Андрю Дейвис    |
| 1994   | Взрив                                 | Blown Away                              | Райън Гаерити                           | Стивън Хопкинс  |
| 1994   | Убийци по рождение                    | Natural Born Killers                    | Дуайт МакКласки                         | Оливър Стоун    |
| 1994   | Синьо небе                            | Blue Sky                                | Хенк Маршал                             | Тони Ричардсън  |
| 1994   | Клиентът                              | The Client                              | Рой Фолтриг                             | Джоел Шумахер   |
| 1995   | Батман завинаги                       | Batman Forever                          | Двуликия / Харви Дент                   | Джоел Шумахер   |
| 1997   | Вулкан                                | Volcano                                 | Майк Рурк                               | Мик Джексън     |
| 1997   | Мъже в черно                          | Men in Black                            | Кевин Браун / Агент Кей                 | Бари Зоненфелд  |
| 1998   | Щатски шерифи                         | U.S. Marshals                           | Самуел Джерард                          | Стюарт Берд     |
| 1998   | Малките войници                       | U.S. Marshals                           | Майор Чип Хазард (глас)                 | Джо Данте       |
| 1999   | Двойно убийство                       | Double Jeopardy                         | Травис                                  | Брус Бересфорд  |
| 2000   | Извънредни директиви                  | Rules of Engagement                     | полковник Хейс Лоурънс (Ходж) Ходжис II | Уилям Фридкин   |
| 2000   | Звездни каубои                        | Space Cowboys                           | Хоук Хоукинс                            | Клинт Истууд    |
| 2002   | Мъже в черно 2                        | Men in Black II                         | Кевин Браун / Агент Кей                 | Бари Зоненфелд  |
| 2003   | Преследваният                         | The Hunted                              | Ел Ти Бонъм                             | Уилям Фридкин   |
| 2003   | В неизвестност                        | The Missing                             | Самуел Джонс/Чаа-дуу-ба-итс-иидан       | Рон Хауърд      |
| 2005   | Трите погребения на Мелкиадес Естрада | The Three Burials of Melquiades Estrada | Пит Пъркинс                             | Томи Лий Джоунс |
| 2007   | В долината на Давид и Голиат          | In the Valley of Elah                   | Хенк Дирфилд                            | Пол Хагис       |
| 2007   | Няма място за старите кучета          | No Country for Old Men                  | шериф Ед Том Бел                        | Братя Коен      |
| 2011   | Капитан Америка: Първият отмъстител   | Captain America: The First Avenger      | Честър Филипс                           | Джо Джонстън    |
| 2011   | Експрес „Сънсет Лимитид“              | The Sunset Limited                      | Белия                                   | Томи Лий Джоунс |
| 2012   | Мъже в черно 3                        | Men in Black 3                          | агент Кей                               | Бари Зоненфелд  |
| 2012   | Линкълн                               | Lincoln                                 | Тадеус Стивънс                          | Стивън Спилбърг |
| 2013   | Коза Ностра                           | The Family                              | агент на ФБР Робърт Стенсфилд           | Люк Бесон       |
| 2014   | Водачът                               | The Homesman                            | Джордж Бригс                            | Томи Лий Джоунс |
| 2016   | Престъпник                            | Criminal                                | Доктор Франкс                           | Ариел Вромен    |
| 2016   | Джейсън Борн                          | Jason Bourne                            | Робърт Дюи                              | Пол Грийнграс   |
| 2016   | Механикът: Възкресение                | Mechanic: Resurrection                  | Макс Адамс                              | Денис Ганзел    |
| 2019   | Към звездите                          | Ad Astra                                | Клифърд Макбрайд                        | Джеймс Грей     |